# Розамунда (дружина Альбойна)
Розамунда, (лат. Rosemunda, 540 — серпень 572/573 в Равенні). Королева лангобардів. Вона була дочкою Кунімунда, короля гепідів і дружиною Альбойна, короля лангобардів.
Ілюстрацією картки слугує картина «Розамунда змушувана пити з черепа свого батька», написана олією на полотні італійцем П’єтро делла Векк’я (італ. Pietro Della Vecchia) між 1650-1660 рр.

## Життя і лангобардська легенда
Розамунда народилася в королівстві гепідів в скрушні часи, коли з 546 р. ними велися програшні битви проти лангобардів та аварських кочівників. 567 р. об'єднані аваро-лангобардські сили  перемогли гепідів. Альбойн обезголовив царя Кунімунда; Розамунда разом з багатьма іншими гепідами була взята лангобардами в полон. Із черепа Кунімунда була зроблена Скала (чаша, посудина для пиття), яку Альбойн носив за поясом.
Життя Розамунди нерозривно пов’язане з легендою. В сучасних їй джерелах вона згадується лише кількома реченнями, а в деяких випадках навіть не по імені. Через два століття після смерті її життя було описано докладніше Павлом Дияконом, хоча й більш подібно до легенди.

### Шлюб і вбивство Альбойна
Згідно з Павлом Дияконом, багато гепідів 568 року пішли з лангобардами до Італії, а Розамунда вимушена була стати дружиною Альбойна. 
Намагаючись забезпечити спадкоємця чоловічої статі та після смерті першої дружини Клоцуїнди з Франкії, Альбойн взяв Розамунду за дружину, хоча був жорстоким до неї; про його найвідоміший акт жорстокості повідомив Павло Диякон, стверджуючи, що на королівському бенкеті у Вероні змусив її пити з черепа свого померлого батька, запрошуючи її «весело пити разом з батьком».
Існують різні відомості про вбивство Альбойна:
За свідченням Грегора фон Тур (Gregor von Tours) (539–594), сучасника тих подій, Розамунда отруїла Альбойна, якого вона ненавиділа як вбивцю свого батька Кунімунда, зі своїм коханим (нібито рабом), якого не назвали Також сучасний їй літописець Йоханнес фон Бікларо (Johannes von Biclaro) писав, що Альбойн був убитий вночі його соратниками у Вероні за намовою його дружини.
Маріус фон Авенчес (Marius von Avenches) додав, що вбивство здійснив Гелмехіз.
"Origo Gentis Langobardorum", VII ст. ("Походження народу лангобардів") повідомляє, що Альбойн був убитий у своєму палаці у Вероні Гелмехізом та Розамундою, скориставшись порадою Передео (Перитея).

Найдетальніша, але схожа на легенду, історія передана Павлом Дияконом: 
Альбойн глибоко образив Розамунду, коли передав їй келих, виготовлений з черепа її батька, на бенкеті у своєму палаці у Вероні та запросив її «весело пити разом з батьком».
Розамунда вирішує помститися за свого батька.
За Павлом Дияконом, Розамунда вступила в змову зі зброєносцем і молочним братом короля Гелмехізом, який запропонував для здійснення вбивства використати Передео, «дуже сильну людину».
Невдовзі, одну з ночей Передео провів зі служницею. Але виявивши, що то була переодягнена Розамунда, і що ним вчинено перелюб з дружиною свого короля, боячись відплати, Передео погодився взяти участь у замаху.
Передео радить заклинити меч Альбойна в ножах і вбити короля уві сні. Після великого бенкету Альбойн заснув сп'янілим, а прокинувшись під час замаху — опинився беззбройним, намагався відбиватись від своїх нападників стільчиком для ніг, але був убитий.

Частково завдяки роботі Павла Диякона є певна плутанина щодо того, хто насправді вбив Альбойна; вбивцею були призначені і Гелмехіз, і Передео.

### Втеча і смерть
Відразу після цього Гелмехіз планував одружитися з Розамундою і узурпувати трон, претендуючи на царство. Однак цей план отримав незначну підтримку з боку різних герцогств Ломбардського королівства, тому Розамунда, Гелмехіз та Альбсуїнда, дочка Альбойна від його першої дружини, разом з частиною прихильників втекли до східноримського оплоту — Равенни з великою часткою скарбів Альбойна.
Розамунда і Гелмехіз одружилися в Равенні, але незабаром віддалилися один від одного. Розамунда, намагаючись віддячити, взяла за коханого Лонгіна, екзарха, який допомагав спланувати вбивство Альбойна.
Лонгін умовив Розамунду позбутися чоловіка, щоб одружитися з нею. За наполяганням Лонгіна вона вмовила Гелмехіза випити чашу вина, в яке підмішала отрути. Перед смертю Гелмехіз зрозумів, що зробила його дружина, і змусив її також випити отруту, тож вони обоє померли.

## Образ Розамунди в культурі

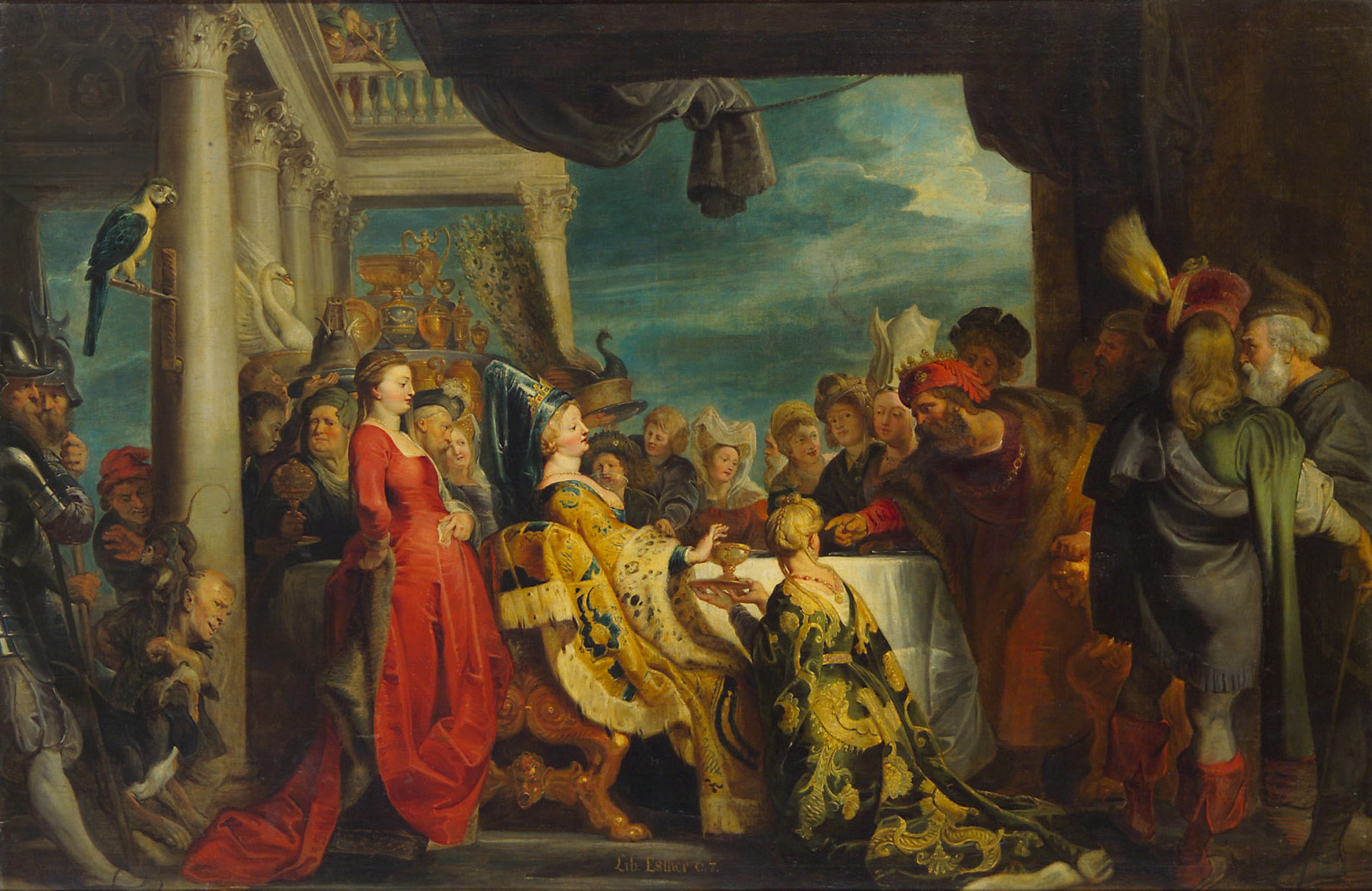
«Альбойн і Розамунда», 1615,
майстерня Пітера Пауля Рубенса
Австрія, Музей історії мистецтв
(полотно, олія).

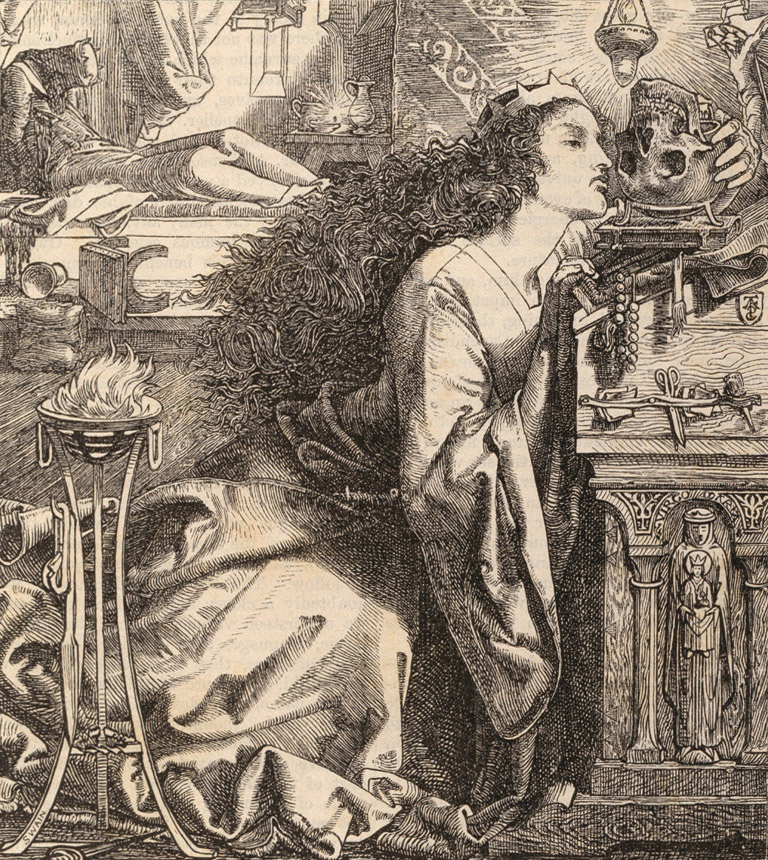
«Розамунда, королева лангобардів», 1861,
Frederick Sandys,
Delaware Art Museum, США
(гравіювання на дереві).

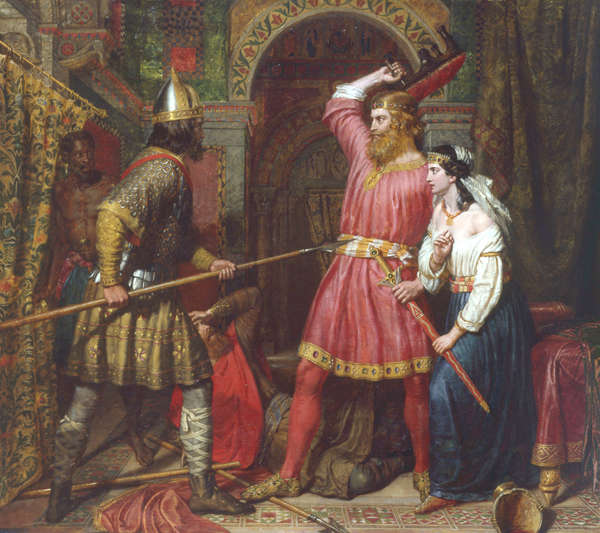
«Вбивство Альбойна», 1856,
Charles Landseer,
Лестерська галерея, Велика Британія
(полотно, олія).

Доля Розамунди служитиме основою багатьох пізніших трагедійних творів, заснованих на її житті, особливо в Італії, де народна пісня "Донна Ломбарда" передавалась усно через покоління, надихаючи на подальші перекази цієї історії.

### В літературі та театрі
Вона є героїнею Бокаччо «De casibus virorum illustrium» (книга 8).
Створювались середньовічні народні казки та легенди. Перша справжня трагедія, "Розамунда" Джованні Ручелла, була вперше виконана в 1525 році і послужила основою для багатьох пізніших розповідей цієї історії на італійській мові, таких як однойменний твір Вітторіо Альф'єрі 1783 року та п'єса Сема Бенеллі 1911 року.

### В кіно
За мотивами цих пордій Карло Кампогалліані (італ. Carlo Campogallianis) зняв 1961/1962 року фільм "Розамунда і Альбойн" (італ. Rosmunda e Alboino), він же "Меч завойовника".

### В образотворчому мистецтві
Найбільш драматичні події з життя Розамунди не оминули увагу середньовічних художників. Окрім картини «Розамунда змушувана пити з черепа свого батька» П’єтро делла Векк’я (італ. Pietro Della Vecchia) відомі також:
- «Альбойн і Розамунда»
 Історична картина написана 1615 року в стилі майстерні Пітера Пауля Рубенса (можлива допомога майстерні) зображує ломбардського короля Альбойна, що наказує подавати вино Розамунді в черепі її батька, якого він раніше вбив.

- «Розамунда, королева лангобардів»
 Гравюра на дереві 1861 року британського художника прерафаеліта Ентоні Фредеріка Августа Сендіса (жив у 1829 - 1904 рр.), На якій зображена ломбардська королева Розамунда, яка дивиться на череп свого батька Кунімунда. На задньому плані ліворуч вгорі — чоловік Розамунди Альбойн, який раніше вбив Кунімунда. Розамунда мститься вбивством Альбойна в 572 році у Вероні.

- «Вбивство Альбойна, короля лангобардів»
 Картина написана 1856 року англійським художником Чарлзом Ландсіром[en] зображує сцену вбивства Альбойна Розамундою та Передео у веронському палаці ломбардського короля.